# Shōren-ji
Shōren-ji és un temple budista a Tennōji, prefectura d'Osaka, Japó. Va ser fundada pel príncep Shōtoku i està afiliada a Kōyasan Shingon-shū.